# テイラー・ハイニキ
- テイラー・ハイニケ

テイラー・ハイニキ（Taylor Heinicke, 1993年3月15日 - ）は、アメリカ合衆国ジョージア州ローレンスビル出身のプロアメリカンフットボール選手。NFLのロサンゼルス・チャージャーズに所属している。ポジションはクォーターバック。

## 経歴

### カレッジ
オールドドミニオン大学で4年間プレーし、通算で14,959パス獲得ヤードを記録した。

### ミネソタ・バイキングス
2015年のNFLドラフトでは指名がなく、ドラフト後にミネソタ・バイキングスと契約した。
2015年シーズン、2016年シーズンの2年間在籍したが、公式戦への出場はなかった。
2017年9月11日に解雇された。

### ニューイングランド・ペイトリオッツ
2017年9月23日にニューイングランド・ペイトリオッツと契約し、プラクティス・スクワッドに登録されたが、10月9日に解雇された。

### ヒューストン・テキサンズ
2017年11月29日にヒューストン・テキサンズと契約し、プラクティス・スクワッドに登録された。12月25日のピッツバーグ・スティーラーズ戦にて、先発を務めていたT・J・イエーツが脳震盪を起こして退場したため、途中出場してNFLデビューを果たした。しかし、パスを1本成功させた後に自身も脳震盪を起こしてしまい、復活したイエーツと交代した。テキサンズではこれ以降試合への出場はなく、2018年4月13日に解雇された。

### カロライナ・パンサーズ
2018年4月16日にウェイバー公示を経てカロライナ・パンサーズへ移籍した。先発を務めていたキャム・ニュートンの負傷により、第16週のアトランタ・ファルコンズ戦でキャリア初となる先発出場を果たしたが、この試合で右肘を痛め、カイル・アレンと交代した。
2019年3月12日にパンサーズと再契約したが、8月30日に解雇された。

### セントルイス・バトルホークス
2019年11月22日にXFLのセントルイス・バトルホークスと契約したが、試合への出場はなかった。

### ワシントン・フットボールチーム / コマンダース
2020年12月8日にワシントン・フットボールチームと契約し、プラクティス・スクワッドに登録された。2020年シーズン、第16週のパンサーズ戦にてドウェイン・ハスキンズに代わってシーズン初出場した。プレーオフのワイルドカード・ラウンドのタンパベイ・バッカニアーズ戦では、先発予定だったアレックス・スミスの負傷により代わりに先発出場した。この試合では10-18で迎えた第3QにラッシングTDを記録。直後に興奮したチームメイトのチェイス・ヤングがハイニキのユニフォームの背ネームを何度も指差してカメラにアピールするシーンは、ハイニキのキャリアを象徴する場面として広く知られている。最終的にこの試合には敗れた。
2021年2月10日にフットボールチームと2年総額475万ドルで再契約した。
2021年シーズン、開幕戦で先発したライアン・フィッツパトリックが負傷し、以降の試合からは先発を務めた。このシーズンは自己最多となる15試合に先発出場した。
2022年シーズンは新加入のカーソン・ウェンツの控えとして開幕を迎えた。ウェンツの負傷により、第7週のグリーンベイ・パッカーズ戦でシーズン初先発出場した。この試合で自身のパスを受けてアントニオ・ギブソンが記録したラッシングTDはコマンダースの球団史上3,000個目のタッチダウンとなり、このボールはプロフットボール殿堂に寄贈された。ウェンツの復帰により、第17週から再び控えに回った。

### アトランタ・ファルコンズ
2023年3月16日にアトランタ・ファルコンズと2年総額1,400万ドルの契約を結んだ。

### ロサンゼルス・チャージャーズ
2024年8月28日にロサンゼルス・チャージャーズへ2025年ドラフトの条件付き6巡目指名権とのトレードで加入した。
2025年3月13日にチャージャーズと1年契約で再契約を行った。

## プレースタイル
身長や肩の強さは平均以下だが、「アンダードッグ」の精神を持ち、闘志あふれるプレーでチームを勝利に導く。